# Khanes de Bollywood
El término "Khanes de Bollywood" se refiere a varios actores de Bollywood, La industria de cinematografía en idioma hindi basada en Bombay, cuyos apellidos son "Khan". Comúnmente, este término envuelve a los Tres Khans: Shah Rukh Khan, Aamir Khan y Salman Khan. Los tres no tienen relación, pero por coincidencia comparten el mismo apellido , Nacieron en 1965  y por su longeva y gran popular, son considerados las más exitosas estrellas de cine en la historia de la cinematografía de India.
El dominio de los tres Khan en la taquilla india se ha comparado con el del Universo Cinematográfico de Marvel en Hollywood. Shah Rukh Khan aparece con frecuencia entre los tres actores más ricos del mundo, mientras que Aamir Khan ha sido el único actor oriental en ocupar el primer lugar entre los actores de películas con mayores ingresos del mundo, y Salman Khan ha sido la celebridad mejor pagada del sur de Asia varias veces. También se han ganado elogios de la crítica, entre ellos ganaron 6 premios nacionales de cine y 26 premios Filmfare, así como una nominación al premio de la Academia por Aamir. Son algunos de los indios más famosos que se conocen en el extranjero y algunas de las estrellas de cine más importantes del mundo. Varias fuentes han informado de que cuentan con paquetes salariales elevados de hasta 50 millones de rupias (7 millones de dólares estadounidenses) por película. Los tres Khan han tenido carreras exitosas desde finales de la década de 1980, y han dominado la taquilla india desde la década de 1990, durante tres décadas.